# المسيحية في طاجيكستان
تُشكّل المسيحية في طاجيكستان ثاني أكثر الديانات انتشاراً بين السكان بعد الإسلام، ووفقًا لإحصائية مركز بيو للأبحاث عام 2010 المسيحية هي الديانة الثانية من حيث عدد الأتباع في طاجيكستان (1.6% من السكان)، أي حوالي 110,000 نسمة. وفقًا لدراسة الموسوعة المسيحية العالمية، في طبعتها الثانية، تنص على أنّ الكنيسة الروسية الأرثوذكسية هي أكبر الكنائس المسيحية في البلاد. الكنيسة الروسية الأرثوذكسية هي المذهب الرئيسي بين مسيحيي طاجيكستان، والأغلبيَّة الساحقة من أعضاء هذه الكنيسة هم من الناطقين بالروسية ويعود وجودهم إلى استيطان الروس والأوكرانيين خلال حقبة الإمبراطورية الروسية، بينما الكنيسة الرومانية الكاثوليكية هي الأكثر انتشارًا في بين الإثنية البولندية والألمانية القاطنة في البلاد. وتُعد الكنائس البروتستانتية المختلفة إحدى أبرز المذاهب بين مسيحيي طاجيكستان، والأغلبيَّة الساحقة من أعضاء هذه الكنائس هم من الطاجيك ومعظمهم من معتنقي المسيحية.
تعود جذور المسيحيَّة في البلاد إلى القرن السادس قبل ظهور الإسلام، حيث ضمت البلاد مجتمعات مسيحية شرقية لا بأس بها، بما في ذلك النساطرة والسريان الأرثوذكس وكان أتباع كنيسة المشرق من المتعلمين الذين اتقنوا السريانية. وبدأت كنيسة المشرق بالوهن في البلاد بعد القرن الثالث عشر تحت ضغط الصراعات بين المنغول والصليبيين والمسلمين وأدت سلسلة اضطهادات شنها قادة الترك والمنغول الداخلين حديثا إلى الإسلام إلى انهيار المجتمعات المسيحية في آسيا الوسطى. أعيد إحياء المسيحية في البلاد خلال القرن التاسع عشر وذلك بعد الغزو الروسي، عندما تم بناء الكنائس الأرثوذكسية الروسية المختلفة في المدن الكبيرة.

## تاريخ

### العصور الوسطى

انتشار المسيحية السريانية في الشرق الأوسط وآسيا: تُظهر الخارطة انتشار القبائل المغولية التي اعتنقت المسيحية السريانية بين عام 600 إلى عام 1400 في آسيا الوسطى ومن ضمنها ما يعرف اليوم بطاجيكستان.

سيطرت الإمبراطورية الكوشانية، والتي تأسست بدايةً في أوائل القرن الأول الميلادي تحت قيادة كوجولا كادفيسي في أراضي باكتريا القديمة حول نهر أوكسوس، وتمركزت لاحقًا بالقرب من كابول بأفغانستان. على المنطقة في القرن الأول الميلادي وحكمت حتى القرن الرابع الميلادي، وانتشرت على أراضيها كل من البوذية والمسيحية النسطورية والزرادشتية والمانوية. وتذكر سيرة حياة مار أبا وجود أسقف مقيم في تركستان منذ سنة 549، كما انتشرت منذ ذلك الحين العديد من النقوش السريانية وخاصة في بلاد ما وراء النهر في طلاس بكازخستان حاليًا وبنجكنت بطاجكستان. ويبدو من الأخطاء اللغوية في بعض تلك الكتابات أن كاتبها كان على الأغلب من المتحدثين بالصوغدية. أما بحلول القرن التاسع وصلت المسيحية إلى جنوب بحيرة بالخاش بين الصين وكازخستان. ساعدت الاضطهادات التي واجهتها كنيسة المشرق في العراق بالقرن الحادي عشر على توسعها التدريجي شرقًا، ويلاحظ أنه بجانب السريان المشارقة كان هناك تواجد أقل لكل من السريان المغاربة ومجموعات يهودية وزرادشتية في آسيا الوسطى. كما كان هناك تواجد لكنيسة المشرق شمالا في بيرم بروسيا حاليًا حيث عثر على عدة نقوش سريانية ومخطوطات من الإنجيل يعود بعضها إلى القرنين الخامس والسادس. وقام بعض الرهبان النساطرة بالسفر إلى أواسط آسيا والصين لنشر المسيحية فيها بسبب القيود التي فرضت على نشر المسيحية بين المسلمين في المشرق، فازدهرت كنيسة المشرق في تلك البقاع واعتنقت أعداد كبيرة من الفرس والترك والمغول الديانة المسيحية، وأصبحت كنيسة المشرق إحدى أكثر الفروع المسيحية انتشارًا، ووصلت أوج قوتها بين القرنين السادس والرابع عشر حيث كانت حينئذ أكبر كنيسة انتشاراً جغرافياً ممتدة من مصر إلى البحر الأصفر.
وبدأت كنيسة المشرق بالوهن في البلاد بعد القرن الثالث عشر تحت ضغط الصراعات بين المنغول والصليبيين والمسلمين وأدت سلسلة اضطهادات شنها قادة الترك والمغول الداخلين حديثاً إلى الإسلام إلى انهيار المجتمعات المسيحية في آسيا الوسطى، وكانت قد ضعفت بشكل ملحوظ في آسيا الوسطى غير أن نهايتها هناك جاءت من دون شك بعد حملات تيمور لنك. وأدى الغزو المنغولي لأوروبا بقيادة باتو خان وتأسيس القبيلة الذهبية على حدود أوروبا الشرقية إلى تدهور العلاقة بين المنغول والمسيحيين الغربيين. وبالرغم من قيام كلا الطرفين بإرسال بعثات من أبرزهم ماركو بولو والربان بارصوما للتوصل إلى تحالف إلى أنها لم تتوج بنجاح، فبدأ محمود غازان (1295-1304) باضطهاد المسيحية والبوذية.
فتذكر إحدى القرارات التي حملت ختم غازان أمرا بتدمير الكنائس وقلب المذابح وإسكات التراتيل، ودعا إلى قتل كبار اليهود والمسيحيين.

### العصر الحديث

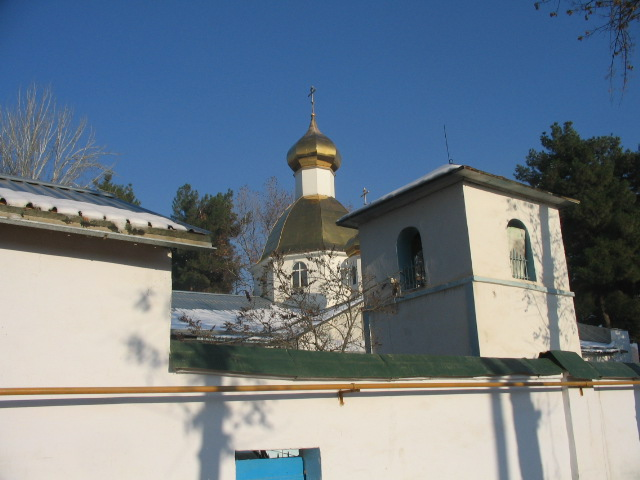
القديس نقولا الأرثوذكسية في العاصمة دوشنبه.

وقعت طاجيكستان الحديثة تحت حكم خانية بخارى خلال القرن السادس عشر ومع انهيار الدولة في القرن الثامن عشر أصبحت تحت حكم كل من إمارة بخارى وخانية خوقند. ظلَّت إمارة بخارى على حالها حتى القرن العشرين ولكن خلال القرن التاسع عشر، وللمرة الثانية في تاريخ العالم، بدأت قوة أوروبية (الإمبراطورية الروسية) في غزو أجزاء من المنطقة. في القرن التاسع عشر بدأت الإمبراطورية الروسية بالتوسع وتنتشر في آسيا الوسطى. وعادت المسيحية إلى المنطقة بعد الغزو الروسي في عام القرن التاسع عشر، عندما تم بناء الكنائس الأرثوذكسية الروسية المختلفة في المدن الكبيرة، لخدمة المستوطنين الروس والأوروبيين والضباط الأجانب. ومع السيطرة الروسية بدأ الروس الذين ينتمون في الغالب إلى الكنيسة الروسية الأرثوذكسية بالإستيطان في البلاد، وتلاهم قدوم أعداد من الأوكرانيين والذين كانوا ينتمون في الغالب إلى المذهب الأرثوذكسي. أدَّى قدوم المهاجرين الروس والأوكرانيين إلى احياء انتشار الديانة المسيحية في المنطقة ذات الأغلبية المسلمة
في عام 1924 تم إنشاء الجمهورية الطاجيكية السوفيتية الاشتراكية ذاتية الحكم السوفيتي كجزء من أوزبكستان، ولكن في عام 1929 تم فيها الجمهورية الطاجيكية السوفيتية الاشتراكية جمهورية المكونة منفصلة، على امتداد تاريخ الاتحاد السوفيتي أي بين الأعوام (1922-1991)، قمعت السلطات السوفياتية واضطهدت مختلف أشكال المسيحية بدرجات مختلفة تبعًا لحقبة محددة. إن السياسة السوفياتية المعتمدة على الأيديولوجية الماركسية اللينينة، جعلت الإلحاد المذهب الرسمي للإتحاد السوفيتي، وقد دعت الماركسية اللينينية باستمرار السيطرة والقمع، والقضاء على المعتقدات الدينية.
وكانت الدولة ملتزمة بهدم الدين، ودمرت الكنائس والمساجد والمعابد، سَخِرت من القيادات الدينينة وعرضتهم للمضايقات ونفذت بهم أحكام الإعدام، وأغرقت المدارس ووسائل الإعلام بتعاليم الإلحاد، وبشكل عام روجت للإلحاد على أنه الحقيقة التي يجب على المجتمع تقبلها. في العصر الحديث حصلت الكنيسة الكاثوليكية على وجود في طاجيكستان من خلال عمليات الترحيل السوفياتي، وفي عام 1974 افتتحت الكنائس الكاثوليكية في دوشنبه وكورغونتيبا. وكان معظم الكاثوليك في وقت مبكر من الألمان من ذوي الأصول الروسيَّة والأوكرانيَّة والليتوانيَّة. وهرب العديد من الكاثوليك من الحرب الأهلية الطاجيكية في التسعينيات من القرن العشرين في أعقاب انهيار الاتحاد السوفييتي.

### الوضع الحالي

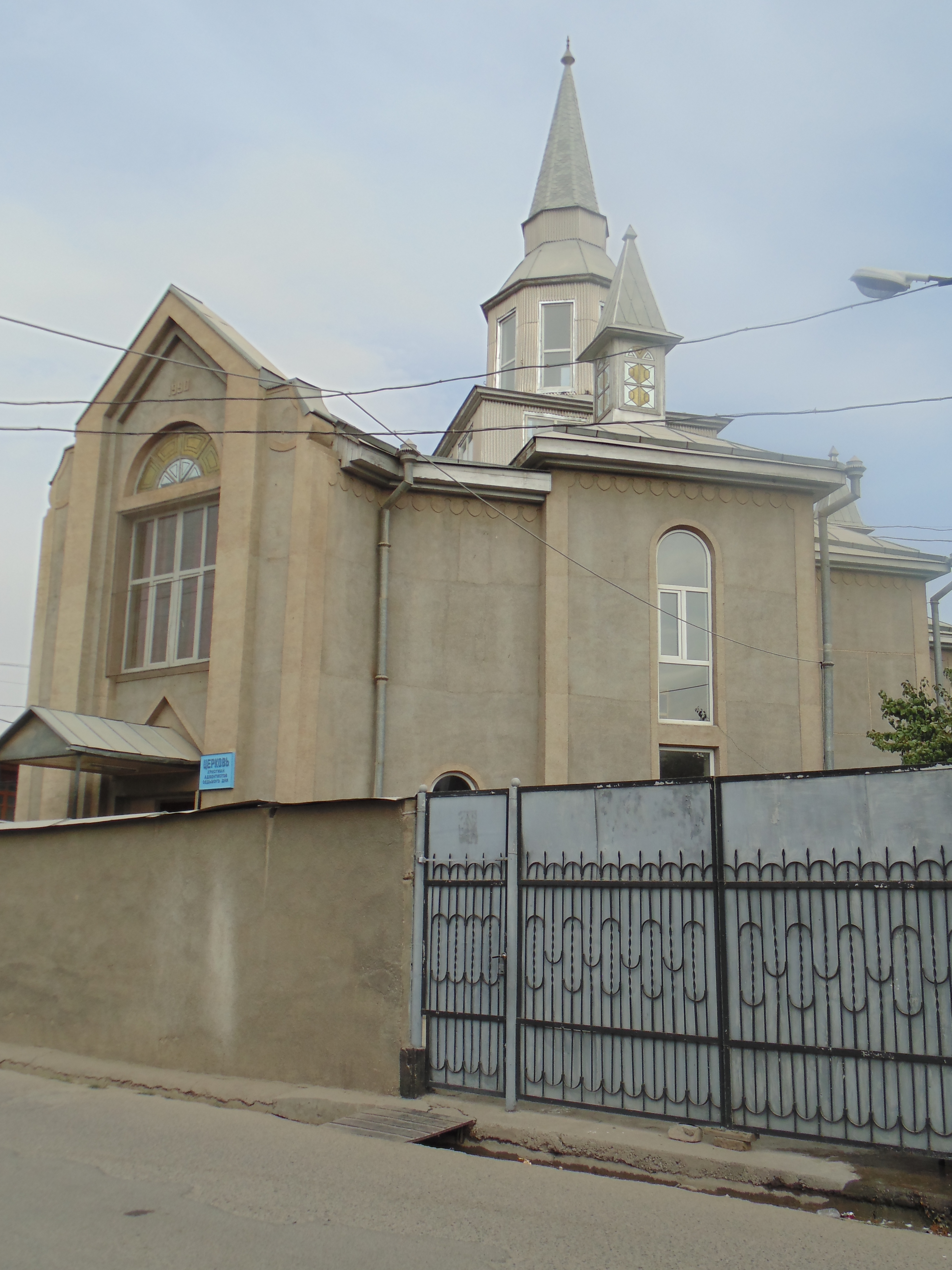
كنيسة سبتيَّة في العاصمة دوشنبه.

أصبحت طاجيكستان نتيجة لتفكك الاتحاد السوفيتي دولة مستقلة في عام 1991، وخاضت حربًا أهلية على الفور تقريبًا بعد الاستقلال التي استمرت 1992-1997 لكن منذ نهاية الحرب، التي أنشئت حديثًا الاستقرار السياسي والمساعدات الخارجية لديها سمح اقتصاد البلاد أن ينمو. في عام 1997 أنشأ البابا يوحنا بولس الثاني بعثة سوي إيوريس للبلاد والتي تُدار من قبل معهد الكلمة المتجسد في الأرجنتين. وأرسل المعهد كهنة من أمريكا الجنوبية إلى طاجيكستان. في عام 2003 فتحت الكنيسة مركزًا ومطبخ للحساء في دوشنبه للأطفال المشردين. وبحلول عام 2004، كان للبعثة الكاثوليكيَّة ثلاث رعايا ومركزًا للبعثات وخمسة كهنة وأربع راهبات من مبعوثي الجمعيات الخيرية. وقد بدأ مبعوثو الجماعات الخيريَّة الكاثوليكيَّة فصول بالخياطة للشابات في عام 2006 حتى يتمكنوا من تطوير المهارات وزيادة تعليمهم. وفي يوليو من عام 2007، انضم الأب أفيلا إلى 22 جماعة دينية غير إسلامية في البلاد للاعتراض على مشروع قانون من شأنه أن يحد كثيرًا من أنشطة الأقليات الدينية.
في عام 2009، حاول مجلس النواب جعل المذهب الحنفي للإسلام السني الدين الرسمي في طاجيكستان، لكن هذا الإجراء فشل. في السنوات الأخيرة أبلغ عن وقوع عدة حوادث عنف وتمييز ضد الأقلية المسيحية. وشملت هذه الهجمات تفجير كنيسة مسيحية في دوشنبه في عام 2000، مما أسفر عن مقتل عشرة وإصابة آخرين. ووفقًا للتقارير فإن بعض الضحايا الباقين على قيد الحياة تعرضوا فيما بعد للمضايقات من جانب الشرطة. في عام 2012 طُعن كاهن شاب حتى الموت في دوشنبه من قبل حشد كان يَصرخ «أنت كافر!». وكان الدافع وراء القتل الكراهية الدينية، وفقًا للشرطة الطاجيكية. في عام 2013 حاولت الدولة تخفيف من احتفالات عيد الميلاد ورأس السنة الميلادية؛ حيث قامت بحظر الأب فروست، النسخة الروسية من بابا نويل من شاشات التلفزيون. وفي عام 2015 شددت طاجيكستان القيود المفروضة على احتفالات موسم عيد الميلاد، وحظرت أشجار عيد الميلاد وتقديم الهدايا في المدارس.
في تقرير لمؤسسة أبواب مفتوحة عام 2018 فإن مجتمعات المتحولين إلى المسيحية صغيرة جداً، وبحسب التقرير وفقاً لتقديرات "Operation World" في عام 2010، كان هناك حوالي 1,000 من المتحولين الطاجيك إلى المسيحية، في حين أشارت وزارة الخارجية الأمريكية في تقريرها لعام 2006 إلى أن هناك حوالي 3,000 متحول إلى المسيحية. وبحسب التقرير فإن معظم المسيحيين في البلاد من ذوي الأصول الروسية ومن أتباع الكنيسة الروسية الأرثوذكسية. وبحسب التقرير انخفضت أعداد المسيحيين في البلاد بشكل حاد منذ عام 1990 بسبب موجة الهجرة المسيحية من طاجيكستان في فترة الاستقلال الأولى.

## الطوائف المسيحية

### الأرثوذكسية

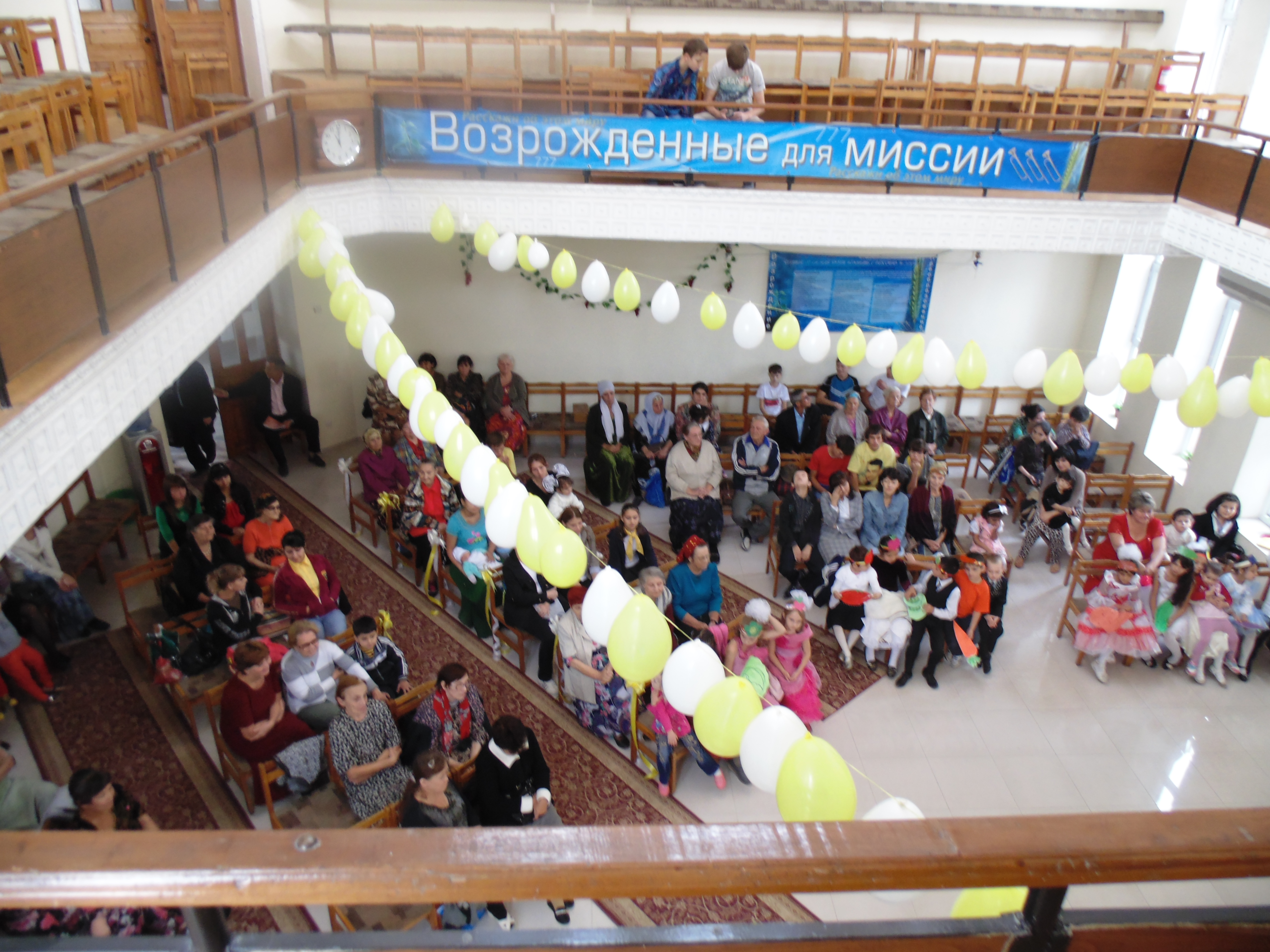
مسيحيون طاجيك يصلون في كنيسة سبتيَّة في العاصمة دوشنبه.

تُعد الكنيسة الروسية الأرثوذكسية كبرى الكنائس المسيحية في البلاد، وفقاً لمركز بيو للأبحاث يشكل أتباع الكنائس الأرثوذكسية حوالي 1.4% من السكان أي 90,000 نسمة. يُشكل الروس أكبر الجماعات الأرثوذكسية الإثنية في البلاد، ويتناقص عدد السكان من أصل روسي في طاجيكستان بسرعة بسبب انخفاض معدلات الخصوبة والهجرة واسعة النطاق. ويُقيم معظم أعضاء المجتمع الأرثوذكسي في العاصمة دوشانبي.
يقطن في البلاد أيضًا جاليَّة أرمنيَّة أرثوذكسيَّة تصل أعدادهم إلى حوالي 25,000، ويعود الوجود الأرمن في البلاد إلى عام 1930. غادر الكثير من الأرمن البلاد بعد استقلالها بسبب المصاعب الناجمة عن انهيار الاتحاد السوفيتي والحرب الأهلية التي أعقبت ذلك في طاجيكستان. كان الدافع الآخر للهجرة هو الخوف من التحيز ضد الأرمن، خصوصاً بعد أعمال الشغب في دوشانبي عام 1990 ضد الأرمن والروس والتي اندلعت بسبب شائعة لا أساس لها من أن أعدادًا كبيرة من اللاجئين الأرمن سيُعاد توطينهم فيها وسيحصلون على سكن مجاني خلال فترة كان هناك نقص في المساكن. تبوأ الأرمن العديد من المناصب الثقافية والاجتماعية والاقتصادية الهامة في البلاد.

### الطوائف المسيحية الأخرى
تتواجد في البلاد بعثات أجنبية مسيحية ويبلغ تعداد أعضاء الطوائف المسيحية الأخرى حوالي 20,000 شخص وفقاً لمركز بيو للأبحاث يشكل أتباع الكنائس الأرثوذكسية حوالي 1.4% من السكان أي 90,000 نسمة. تتواجد في العاصمة دوشنبه الكنيسة اللوثرية فضلًا عن حوالي 3,000 من الإنجيليين من السكان المحليين ونحو 300 من أتباع الكنيسة الرومانية الكاثوليكية في طاجيكستان. وهناك ما لا يقل عن خمس منظمات مسجلة للمعمدانيين وواحدة على الأقل للجماعة البروتستانتية الكورية. بحسب دراسة نشرت من قبل جامعة بايلور وتعود إلى عام 2015 كان هناك 2,600 مسلم تحول إلى المسيحية في طاجيكستان.
في الآونة الأخيرة، شهد المجتمع البروتستانتي من أصل طاجيكي نموًا كبيرًا، حيث وفقاً لدراسة تعود إلى عام 2015 قُدر أعداد الطاجيك المتحولين إلى المسيحية بحوالي 2,600 شخص، تحول معظمهم إلى المذهب الإنجيلي. في حين تُقدر التقديرات الحكوميَّة أعداد المتحولين الطاجيك بحوالي 3,000 شخص. وتعتنق أعداد من الطاجيك المسيحية أيضاً في الشتات، في روسيا، هناك بعض العمال الطاجيك والذين يتحولون إلى الأرثوذكسية الشرقية لفترة طويلة من خلال المبشرين.

## المجتمع
بينما يكفل الدستور حرية الدين. ويجب تسجيل الطوائف الدينية من قبل لجنة الشؤون الدينية التابعة لمجلس الوزراء. تتسم عمومًا علاقة المسيحيين والمسلمين في البلاد بالوئام. سنّت طاجيكستان في أوائل عام 2009 قانونًا جديدًا بشأن الممارسات الدينية والتي تحد أساسًا من العبادة. يفرض القانون الجديد الرقابة على المؤلفات الدينية ويقيد أداء الطقوس في الأماكن التي وافقت عليها الدولة. وقد استخدم هذا القانون لحظر جماعة إغاثة مسيحية.

### المواقف تجاه المسيحية
بحسب مسح لمركز بيو للأبحاث نُشر عام 2013 يقول 15% من المسلمين الطاجيك إنهم يعرفون بعضًا أو كثيرًا عن المعتقدات المسيحية، ويقول حوالي 20% من المسلمين الطاجيك أنَّ المسيحية تختلف كثيراً عن الإسلام، بالمقارنة مع 60% منهم يقولون أنَّ للمسيحية الكثير من القواسم المشتركة مع الإسلام. وترتفع نسبة من يقولون أنَّ للمسيحية الكثير من القواسم المشتركة مع الإسلام (31%) بين المسلمين الطاجيك الذين يقولون إنهم يعرفون بعضًا أو كثيرًا عن المعتقدات المسيحية، بالمقارنة مع المسلمين الطاجيك الذين يقولون إنهم يعرفون القليل أو من لا يعلمون شيئاً عن المعتقدات المسيحية (19%). ويقول حوالي 6% من المسلمين الطاجيك أنهم سيكونون مرتاحين بحالة زواج ابنتهم من مسيحي، بالمقارنة مع 23% بحالة زواج ابنهم من مسيحيَّة.

## مواقع خارجية
- www.elca.org
- www.state.gov
- www.persecution.com.au
- www.clv-server.de (in German)
- Targeting Christians in Central Asia by Jeni Mitchell